# Brachyphylla nana
Brachyphylla nana (Miller, 1902) è un pipistrello della famiglia dei Fillostomidi diffuso nei Caraibi.

## Descrizione

### Dimensioni
Pipistrello di medie dimensioni, con la lunghezza della testa e del corpo tra 65 e 97 mm, la lunghezza dell'avambraccio tra 51,5 e 61,4 mm, la lunghezza del piede tra 12 e 23 mm e la lunghezza delle orecchie tra 16 e 26 mm.

### Aspetto
La pelliccia è corta, lanosa e si estende sulle ali fino ai gomiti e alle cosce. Le parti dorsali sono brunastre, con la base dei peli bianca, mentre le parti ventrali sono grigiastre. Il muso è corto, con una piega cutanea sopra le narici, delle piccole verruche intorno ad un profondo solco presente sul labbro inferiore e agli angoli posteriori della bocca. Le orecchie sono di dimensioni normali, separate e appuntite. Il trago è lungo meno della metà del padiglione auricolare. Le ali sono attaccate posteriormente alla base della caviglia. I pollici sono relativamente lunghi. È privo di coda, mentre l'uropatagio è ben sviluppato. Il calcar è piccolo.

## Biologia

### Comportamento
Si rifugia all'interno di grotte dove forma grandi colonie, talvolta insieme ad altre specie di pipistrelli. Lascia i siti molto dopo il tramonto.

### Alimentazione
Si nutre si frutta, polline, nettare e insetti.

### Riproduzione
Femmine gravide sono state osservate da dicembre a maggio a Cuba, mentre altre che allattavano sono state catturate tra maggio e agosto. Sulle Isole Caicos, sono state inoltre catturate femmine gravide nel mese di marzo ed un'altra che allattava nel mese di agosto.

## Distribuzione e habitat
Questa specie è diffusa sull'isola di Cuba, Isola della Gioventù, Hispaniola, Grand Cayman e Middle Caicos. Resti fossili sono stati rinvenuti in Giamaica.

## Conservazione
La IUCN Red List, considerata la popolazione presumibilmente numerosa, la presenza in diverse aree protette e l'habitat non eccessivamente in declino, classifica B.nana come specie a rischio minimo (Least Concern)).